# Rugby Europe Sevens Championship 2022
El Rugby Europe Sevens de 2022 fue la vigésima temporada del circuito de selecciones nacionales masculinas europeas de rugby 7.

## Calendario
| Torneo                 | Ciudad   | Fecha                  | Campeón  |
| ---------------------- | -------- | ---------------------- | -------- |
| Seven de Lisboa 2022   | Lisboa   | 25-26 de junio de 2022 | Alemania |
| Seven de Cracovia 2022 | Cracovia | 1-3 de julio de 2022   | España   |

## Tabla de posiciones
|  | Campeón.                                           |
|  | Descendidos al Trophy para la siguiente temporada. |

| Pos | País            | POR | POL | Puntos |
| --- | --------------- | --- | --- | ------ |
| 1   | España          | 18  | 20  | 38     |
| 2   | Alemania        | 20  | 16  | 36     |
| 3   | Francia         | 12  | 18  | 30     |
| 4   | Bélgica         | 14  | 12  | 26     |
| 5   | Italia          | 16  | 8   | 24     |
| 6   | Portugal        | 10  | 14  | 24     |
| 7   | Georgia         | 4   | 10  | 14     |
| 8   | Lituania        | 8   | 6   | 14     |
| 9   | República Checa | 6   | 4   | 10     |
| 10  | Polonia         | 3   | 3   | 6      |

| Bandera de España |
| Campeón España    |
| 2º título         |